# Trevor Carrick
Trevor Carrick (né le 4 juillet 1994 à Stouffville, dans la province de l'Ontario au Canada) est un joueur professionnel canadien de hockey sur glace évoluant à la position de défenseur.

## Carrière
Carrick a disputé 3 saisons (2011 à 2014) dans la LHO avec les St. Michael's Majors de Mississauga,  les Steelheads de Mississauga et les Wolves de Sudbury. Il signe son contrat d'entrée d'une durée de 3 ans avec les Hurricanes de la Caroline, le 18 décembre 2013. 
Il fait ses débuts dans la LAH lors de la saison 2014-2015 avec les Checkers de Charlotte. Il connait une éclosion offensive en 2015-2016 avec une récolte de 42 points en 70 parties. Il est d'ailleurs invité au match des étoiles de la Ligue américaine. Il est également rappelé par les Hurricanes, le 15 mars 2016. Le lendemain, il participe à son premier match en carrière dans la LNH face aux Capitals de Washington. 
À la fin de la saison 2017-2018, il décroche un nouveau contrat de 1 an à deux volets avec les Hurricanes. 
Le 6 août 2019, il est échangé aux Sharks de San José en retour du défenseur Kyle Wood. Il signe aussitôt une entente de 2 ans à deux volets avec sa nouvelle équipe.

## Statistiques
| Saison    | Équipe                          | Ligue |    | Saison régulière | Saison régulière | Saison régulière | Saison régulière | Saison régulière |   | Séries éliminatoires | Séries éliminatoires | Séries éliminatoires | Séries éliminatoires | Séries éliminatoires |
| Saison    | Équipe                          | Ligue | PJ | B                | A                | Pts              | Pun              | PJ               | B | A                    | Pts                  | Pun                  |                      |                      |
| 2011-2012 | St. Michael's Majors de Toronto | LHO   | 68 | 6                | 13               | 19               | 64               | 6                | 1 | 0                    | 1                    | 7                    |                      |                      |
| 2012-2013 | Steelheads de Mississauga       | LHO   | 56 | 10               | 21               | 31               | 56               | 6                | 0 | 2                    | 2                    | 11                   |                      |                      |
| 2013-2014 | Steelheads de Mississauga       | LHO   | 41 | 16               | 15               | 31               | 65               | -                | - | -                    | -                    | -                    |                      |                      |
| 2013-2014 | Wolves de Sudbury               | LHO   | 29 | 6                | 14               | 20               | 52               | 5                | 1 | 2                    | 3                    | 10                   |                      |                      |
| 2014-2015 | Checkers de Charlotte           | LAH   | 76 | 7                | 25               | 32               | 94               | -                | - | -                    | -                    | -                    |                      |                      |
| 2015-2016 | Checkers de Charlotte           | LAH   | 70 | 9                | 33               | 42               | 51               | -                | - | -                    | -                    | -                    |                      |                      |
| 2015-2016 | Hurricanes de la Caroline       | LNH   | 2  | 0                | 0                | 0                | 0                | -                | - | -                    | -                    | -                    |                      |                      |
| 2016-2017 | Checkers de Charlotte           | LAH   | 57 | 4                | 12               | 16               | 45               | 5                | 0 | 3                    | 3                    | 0                    |                      |                      |
| 2017-2018 | Checkers de Charlotte           | LAH   | 73 | 11               | 33               | 44               | 85               | 8                | 0 | 4                    | 4                    | 6                    |                      |                      |
| 2017-2018 | Hurricanes de la Caroline       | LNH   | 1  | 0                | 0                | 0                | 2                | -                | - | -                    | -                    | -                    |                      |                      |
| 2018-2019 | Checkers de Charlotte           | LAH   | 71 | 9                | 38               | 47               | 86               | 16               | 3 | 9                    | 12                   | 50                   |                      |                      |
| 2018-2019 | Hurricanes de la Caroline       | LNH   | 1  | 0                | 0                | 0                | 5                | -                | - | -                    | -                    | -                    |                      |                      |
| 2019-2020 | Sharks de San José              | LNH   | 3  | 0                | 0                | 0                | 5                | -                | - | -                    | -                    | -                    |                      |                      |
| 2019-2020 | Barracuda de San José           | LAH   | 48 | 10               | 13               | 23               | 55               | -                | - | -                    | -                    | -                    |                      |                      |
| 2020-2021 | Gulls de San Diego              | LAH   | 39 | 1                | 11               | 12               | 53               | -                | - | -                    | -                    | -                    |                      |                      |
| 2021-2022 | Gulls de San Diego              | LAH   | 61 | 10               | 20               | 30               | 45               | 2                | 1 | 0                    | 1                    | 8                    |                      |                      |
| 2022-2023 | Crunch de Syracuse              | LAH   | 60 | 15               | 31               | 46               | 45               | 5                | 1 | 3                    | 4                    | 16                   |                      |                      |
| 2023-2024 | Gulls de San Diego              | LAH   | 72 | 9                | 35               | 44               | 64               | -                | - | -                    | -                    | -                    |                      |                      |